# エルサレム (ブレイクの預言書)
『エルサレム』（Jerusalem）は、ウィリアム・ブレイクが1804年に完成した、叙事詩と彩色印刷した装画からなる複合芸術作品。100枚の図版から構成され、彼の預言書群のなかで完成に至ったものとしては最大の規模である。日本語訳は『ブレイク全著作』に収められている。
表題ページには「エルサレム　巨人アルビオンの流出　1804年　W・ブレイク印刷　サウス・モウルトン通り」（Jerusalem  Emanation of The Giant Albion 1804 Printed by W. Blake Sth Molton St）と彫られている。

## 書誌情報
- 梅津済美 訳『ブレイク著作集』名古屋大学出版会、1989年、1115-1365頁。ISBN 4-8158-0113-4。